# Deombrotus
Deombrotus – postać legendarna, wprowadzona przez Filipa Kallimacha w napisanym przez niego żywocie Zbigniewa Oleśnickiego (Vita et mors Sbignei cardinalis).
Deombrotus miał być rzekomo wnukiem wspomnianego przez Herodota (IV, 120, 126, 127) władcy Scytów Idantyrsa (ok. 520 p.n.e.). Według Kallimacha Idantyrs miał syna Teresa. Teres był ojcem Bokusa, protoplasty plemion Bessów i Saboków, oraz Deombrotusa. Deombrotus, szanowany człowiek uczony w prawie, miał osiedlić się wśród Polaków i stanąć na ich czele, nie obejmując jednak formalnie władzy. Według Kallimacha Deombrotus nauczył Polaków podstaw cywilizacji oraz nadał im liczne prawa, jak karanie złodziei śmiercią, nakaz grzebania zmarłych i noszenia długich włosów czy zawieranie małżeństw między osobami równymi stanem. Zaprowadził także kult bogów i nauczył wróżenia. Zmarł przeżywszy ponad 75 lat, a władzę po nim odziedziczyli jego synowie, Pauzaniasz i Oktomasdes.
Od zniekształconego w ciągu wieków imienia Deombrotusa wywiódł Kallimach nazwę herbu Dębno. Rodziny pieczętujące się tym herbem – a zatem i Zbigniew Oleśnicki – miały w ten sposób wywodzić się w prostej linii od Deombrotusa.